# Seudotécnica
Llamamos seudotécnica a aquella disciplina que, comúnmente, es acusada de inútil o sólo práctica a costa de un efecto placebo. Ni su eficacia ni su ineficacia son fácilmente demostrables. Dicha palabra suele emplearse de forma peyorativa, por ello muchos prefieren hablar de "técnicas (o terapias) alternativas" como la llamada "medicina alternativa". Habitualmente, se usa indistintamente como sinónimo de "seudociencia".

## Críticas al concepto
Ciertos colectivos consideran "etnocéntricas"  u "occidentalistas"  las visiones de los que califican de "seudotécnica" la medicina alternativa o tradicional. En realidad, su caracterización como seudotécnicas se debe a su incapacidad para superar ninguna prueba basada en el método científico, de aplicación universal.

## Ejemplos
Algunos ejemplos podrían ser los siguientes:
| Adivinación                      | Cree que es posible predecir el futuro mediante métodos como la alectomancia, la amniomancia, la antropomancia, la capnomancia, la cefalomancia, la ceromancia, la cristalomancia, la geomancia, la ictiomancia, la metoposcopia, la onicomancia, la oniromancia, la ornitomancia, la osteomancia, la piromancia o la quiromancia. |
| Dianética                        | La dianética es una parte de la cienciología, consistente en una especie de "psicología" basada en los principios de la cienciología. Hubbard, el fundador de la cienciología, insiste varias veces a lo largo de su libro en que la Dianética es una ciencia y que su sistema, basado en la localización y eliminación de los engramas, permite la curación de toda clase de compulsiones, obsesiones, neurosis, y demás afecciones o enfermedades, incluyendo parálisis, cáncer y leucemia. Sin embargo nunca ha habido ninguna demostración de tales afirmaciones. |
| Detector de mentiras o polígrafo | Extensamente desacreditado por numerosos estudios científicos, sigue en uso entre algunas agencias de inteligencia, cuerpos policiales y empresas privadas, sobre todo en el mundo anglosajón. |
| Feng Shui                        | Es una forma de geomancia que supone la existencia de supuestas energías como el chi. Esta puesta en duda, ya que desde el punto de vista escéptico una energía propiamente dicha no puede ser positiva o negativa, no podría influir ni alterar el comportamiento humano y su relación con el medio. Por ello los escépticos sostienen que no tiene valor terapéutico. |
| Homeopatía                       | Muchos consideran la homeopatía como un residuo seudotécnico de la época de la alquimia. Los resultados atribuidos a la homeopatía se pueden explicar por el efecto placebo. Otra crítica a la homeopatía es su falta de consistencia externa. Esta teoría asume que el agua de algún modo "recuerda" las propiedades químicas de las moléculas que alguna vez estuvieron en contacto con ella, pese a que la investigación empírica no confirma la hipótesis de la llamada memoria del agua. |
| Uso de flores de Bach            | Los ensayos no parecen demostrar ningún valor terapéutico más allá del efecto placebo. La preparación de los remedios, dejando algunas flores en agua al sol y diluyendo el filtrado después, no es compatible con ningún mecanismo físico-químico específico. Los pronentes dicen que se basa en «vibraciones», sin que se justifique qué son o cómo se pueden observar. La selección de los remedios se basaría en criterios ajenos a la experiencia, como la teoría de las signaturas, una doctrina precientífica propia de la medicina medieval, según la cual la virtud curativa ha sido marcada sobre las cosas o sobre sus nombres. Por ejemplo, la planta que Lineo llamó Impatiens porque dispara sus semillas, es propuesta para curar la impaciencia. |